# Гимн Гренады
Привет, Гренада, англ. Hail Grenada — государственный гимн Гренады, утверждённый в 1974. Написан Льюисом Арнольдом Масанто на слова Ирвы Мерле Баптисте.

## Английский текст гимна
Hail! Grenada, land of ours,
We pledge ourselves to thee,
Heads, hearts and hands in unity
To reach our destiny.
Ever conscious of God,
Being proud of our heritage,
May we with faith and courage
Aspire, build, advance
As one people, one family.
God bless our nation.